# Phil Spector (filme)
Phil Spector  é um telefilme estadunidense de 2013, do gênero drama biográfico, escrito e dirigido por David Mamet. Estreou no Brasil em 13 de abril de 2013 pela rede HBO Brasil.

## Sinopse
O telefilme inicia-se com um aviso de que é um trabalho de ficção inspirada em pessoas reais. O produtor musical Phil Spector está prestes a ser julgado pela morte de uma mulher em sua casa. A opinião pública acredita em sua culpa, inclusive sua advogada, Linda Kenney Baden.

## Elenco
- Al Pacino — Phil Spector
- Helen Mirren — Linda Kenney Baden
- Jeffrey Tambor — Bruce Cutler
- Chiwetel Ejiofor — promotor de ensaio
- Rebecca Pidgeon — Dra. Fallon
- John Pirruccello — Nick Stavros
- James Tolkan — juiz Fidler
- David Aaron Baker — procurador assistente
- Matt Malloy — Dr. Spitz
- Jack Wallace — Dono de loja musical
- Dominic Hoffman — Sr. Brown

## Prêmios e indicações
Helen Mirren venceu o prêmio de melhor atriz em minissérie ou telefilme no Screen Actors Guild 2014, sendo indicada também indicada ao Globo de Ouro de 2014. Al Pacino também fora indicado a melhor ator nas mesmas categorias e nas mesmas premiações de Helen. O filme recebeu ainda onze indicações aos Prémios Emmy do Primetime de 2013.